# Sint-Willibrorduskerk (Reppel)

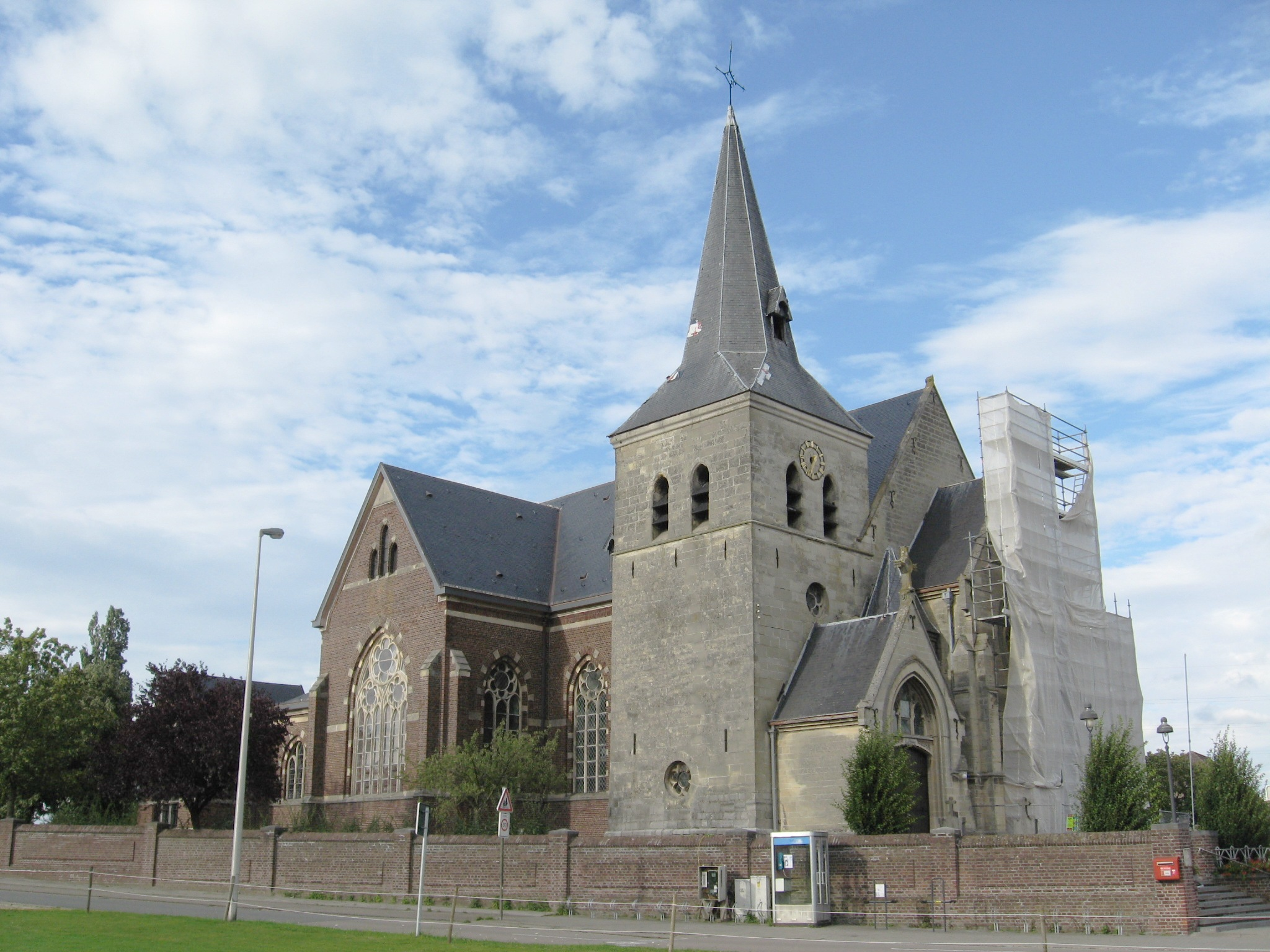
Sint-Willibrorduskerk

De Sint-Willibrorduskerk is de parochiekerk van Reppel die zich bevindt aan de Bergerheidestraat 2 en toegewijd is aan Willibrord.

## Gebouw
De voorganger van deze kerk werd gebouwd in de 14e en 15e eeuw. Het was een kleine, tweebeukige, gotische kerk. De toren stamt uit de 14e eeuw en het koor uit de 16e eeuw. Kerk en toren werden opgetrokken in mergelsteen. Later werd de zuidelijke beuk nog verbreed, waarvoor baksteen werd gebruikt. In 1925 werd het schip van deze kerk afgebroken en haaks tussen koor en westtoren werd een nieuwe kerk gebouwd, met een nieuw koor, aan de noordzijde gelegen. Deze neogotische bakstenen kruiskerk werd ontworpen door Joseph Deré. 
Het oude koor, dat nu dienstdoet als doopkapel, en de toren bleven gespaard. De fundering hiervan is van breuksteen, waaronder Maaskeien, en deze kan afkomstig zijn van de 11e-eeuwse Romaanse voorganger.
Bij restauratie in 2023 werd de kerk opgesplitst. Een sacraal gedeelte blijft bestemd voor misvieringen. Het andere gedeelte werd omgebouwd tot buurthuis voor Reppel.
De muurschilderingen bij het priesterkoor die in de jaren 1960 verdwenen onder een verflaag zijn opnieuw zichtbaar na restauratie.

## Kerkmeubilair
Tot het kerkmeubilair behoort een wijwatervat uit de 2e helft van de 16e eeuw, een calvarieberg met gepolychromeerde beelden uit de 15e en de 16e eeuw, en een beeld van de Heilige Barbara uit 1525, toegeschreven aan de Meester van Elsloo. Verder is er een koperen lezenaar, een triomfkruis uit de 15e eeuw en een gepolychromeerd kruisbeeld uit de 18e eeuw.
Vóór de kerk bevindt zich een beeld van de Heilige Willibrordus, patroonheilige van de kerk en ooit missionaris in deze streek.

## Bron
- Onroerend erfgoed